# Argo 2.
Az Argo 2 2013-ban forgatott, 2015-ben bemutatott Árpa Attila rendezte színes, magyar akcióvígjáték, a nagy sikerű Argo című film folytatása. A jelenetek nagy részét Budapesten, Rétságon, Párkányban és Törökországban vették fel.

## Történet
Balog Tibi és bandája tíz év után sem lett okosabb. És mivel Tibi a börtönből jött ki pláne le van maradva. Egy japán szindikátus árnyékembere balszerencséjére pont Tibiéket bízza meg egy felbecsülhetetlen értékű adathordozó megszerzésével. Mivel Tibiék semmit nem értenek az IT világához, éppen ezért egy számítástechnika tanárt is magukkal visznek az akciójukhoz. A bajt a roma maffia feje, Hangyás Dzsoni is fokozza, aki unokatestvére, Matyi halála miatt akar elégtételt venni. A hajsza során Tibiék japán bérgyilkosokat és a szlovák hadsereget is magukra haragítják.

## Szereplők
| Színész        | Szereplő                   |
| -------------- | -------------------------- |
| Kovács Lajos   | Balog Tibi                 |
| Bicskey Lukács | Psycho                     |
| Scherer Péter  | Bodri                      |
| Kiss József    | Tyson                      |
| Bán János      | Frici                      |
| Kulka János    | János Szan (Fekete Lótusz) |
| Oszter Sándor  | Tejesember                 |
| Nagypál Gábor  | Hangyás Dzsoni             |
| Young-Shin Kim | Yumiko                     |
| Nagy Feró      | Profi                      |
| Csuja Imre     | Traktor                    |
| Téglás Zoltán  | Jackson                    |
| Megyeri Zoltán | Csacsi                     |
| Gen Seto       | Jabu                       |
| Andorai Péter  | orvos                      |
| Árpa Attila    | Desperado                  |
| Bánfalvy Ágnes | nővér                      |
| Nyári Oszkár   | önmaga                     |
| Gerner Csaba   | Pici Joci                  |
| Durkó Zoltán   | Satu                       |

További szereplők: Khash Ganbold, Ericka Vitt, Scott Alexander Young, Stephen Saracco, Kassai Ilona, Árpa József

## Érdekességek
- A miami nyitójelenet félig stock footage-ből, azaz megvásárolt felvételekből áll össze, de a belsőket már egy üres irodaépületben vették fel a Váci úton. A tokiói városképeket is az interneten vásárolták, a belsőket a Buddha Bar Hotelben forgatták le. De díszletet is kellett építeni, mert a Duna House Towers tulajdonosa nem engedte a lángszórózást. A malibui finálét Törökországban vették fel.
- Balogh Tibi beszólása a nővérnek és Bodri bénázása az infúzióval improvizáció volt, nem volt benne a forgatókönyvben.
- A japán éttermes jelenetet hosszabbra tervezték, az eredeti terv szerint Bodri Tyson szájába beletömött volna egy óriási wasabi-golyót, ezt a rendező végül nem találta elég viccesnek, ezért kimaradt a filmből.
- A stáb pirotechnikusa nem engedélyezte, hogy olyan tüzet gyújtsanak, amiben aztán a színészek rohangálni fognak. Árpa azt mondta a pirotechnikusnak, hogy ebédszünet után beszéljenek erről. Amikor visszajött az ebédszünetről, közölték vele, hogy közben felvették. (Arról a jelenetről van szó, amikor Tibi és Tyson a Cadillac felé rohannak).
- A Tigris-tank úgy került a filmbe, hogy megkereste Árpa Attilát egy Argo-rajongó, hogy neki van egy ilyen tankja, és hogy nem érdekli-e ez esetleg a készítőket. A Rétság közelében zajló forgatás idején ráadásul a Nógrád Volán egyik helyközi járatú autóbusza nekiütközött a tanknak. A balesetben senki nem sérült meg, csak a busz szélvédője repedt be.[1]
- A filmben szereplő vadászgép a Magyar Légierő Kecskeméten állomásozó egyik JAS 39 Gripenje.
- A filmben megjelenő Floppy Disk egy létező adathordozó, Jánosi Marcell találta fel 1974-ben, erre a film említést is tesz.

## Nézettség
A nézettségi adatok szerint 110 704 jegyet adtak el rá.